# Enicospilus guatemalensis
Enicospilus guatemalensis es una especie de insecto del género Enicospilus de la familia Ichneumonidae, orden Hymenoptera.

## Historia
Fue descrita científicamente por primera vez en el año 1886 por Cameron.